# Platycoryne macroceras
Platycoryne macroceras är en orkidéart som beskrevs av Victor Samuel Summerhayes. Platycoryne macroceras ingår i släktet Platycoryne och familjen orkidéer. Inga underarter finns listade i Catalogue of Life.